# 特劳恩罗伊特
特劳恩罗伊特是德国巴伐利亚州的一个市镇。总面积45.06平方公里，总人口20720人，其中男性10102人，女性10618人（2011年12月31日），人口密度460人/平方公里。

## 友好城市
- 法國 吕塞